# Lo sai da qui
Lo sai da qui è un singolo del gruppo musicale italiano Negramaro, pubblicato il 4 novembre 2016 come sesto estratto dal sesto album in studio La rivoluzione sta arrivando.

## Descrizione
Il brano è stato incluso nella colonna sonora del film Non è un paese per giovani di Giovanni Veronesi. Il regista si è anche occupato della realizzazione del videoclip, girato a Cuba.